# Muzeum II Wojny Światowej w Gdańsku

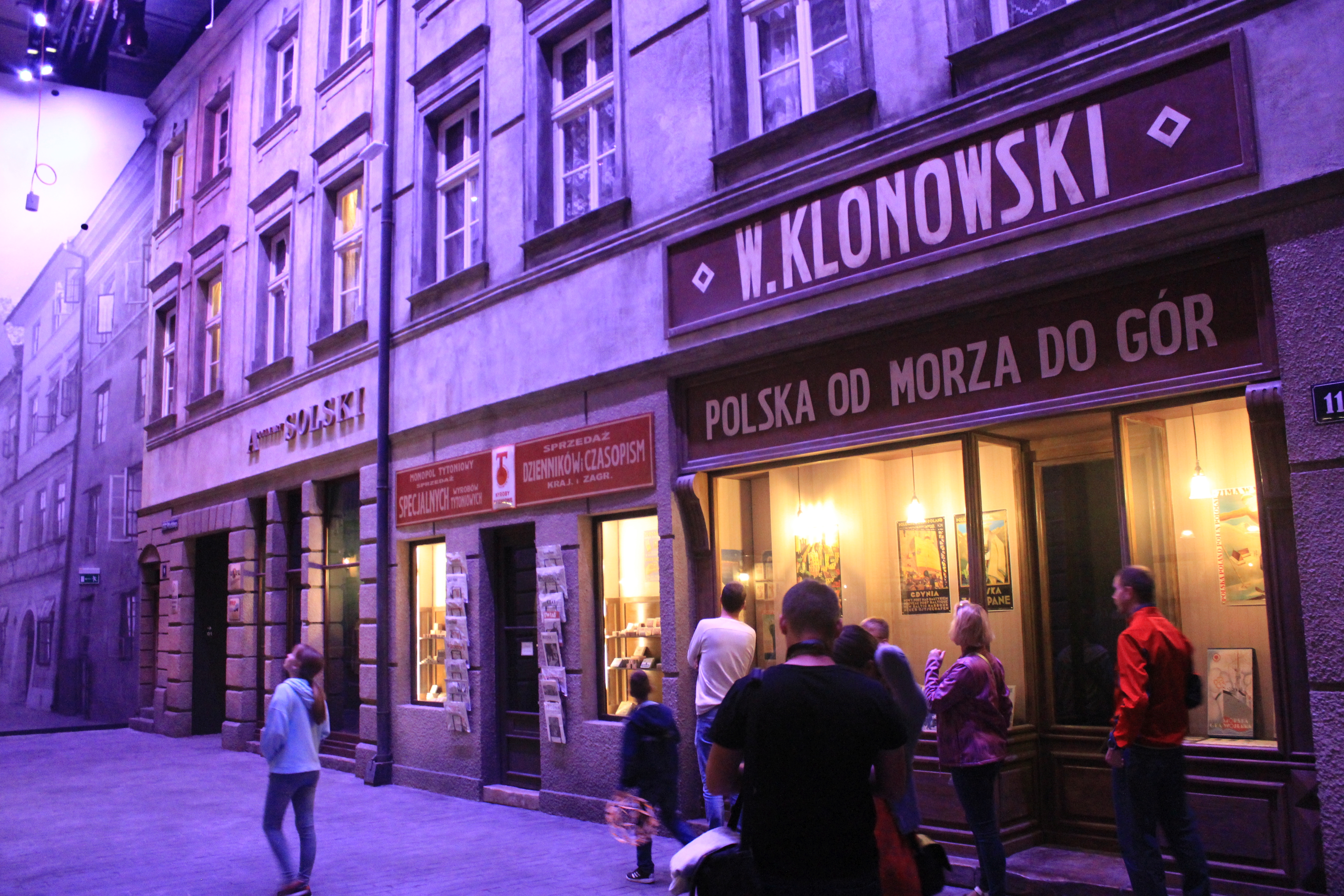
Rekonstrukcja uliczki przedwojennego miasta

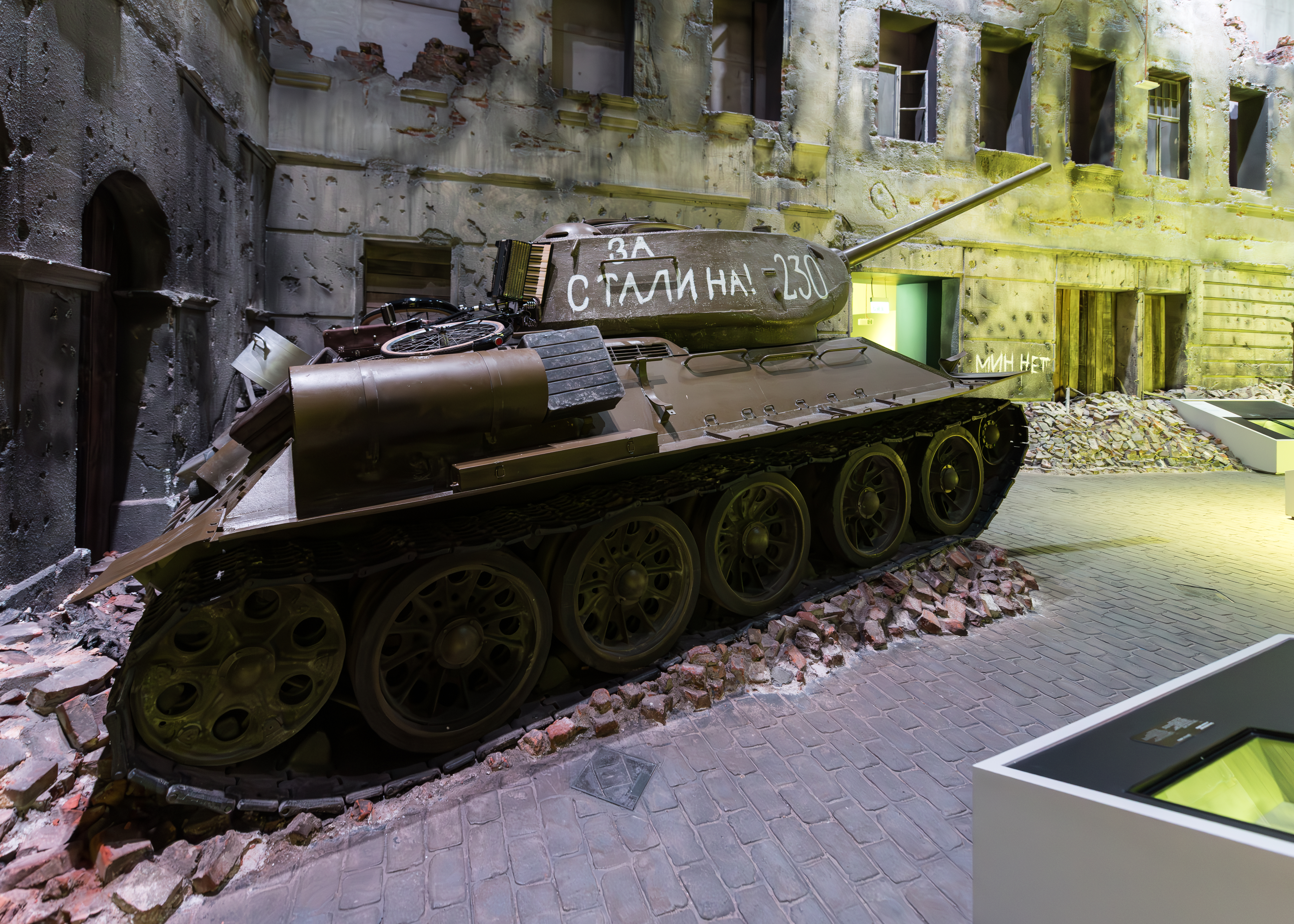
Radziecki czołg T-34-85

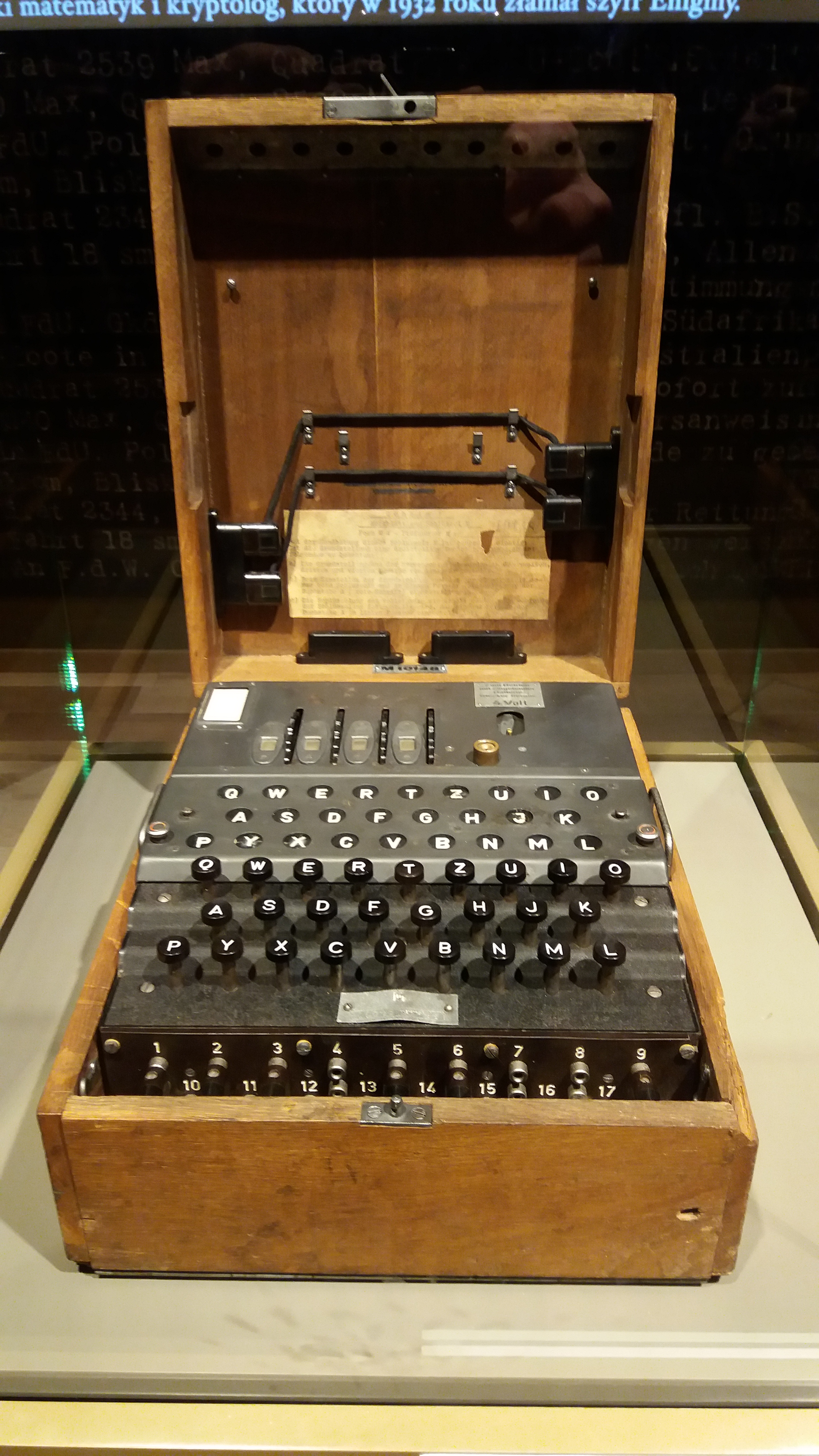
Maszyna szyfrująca Enigma

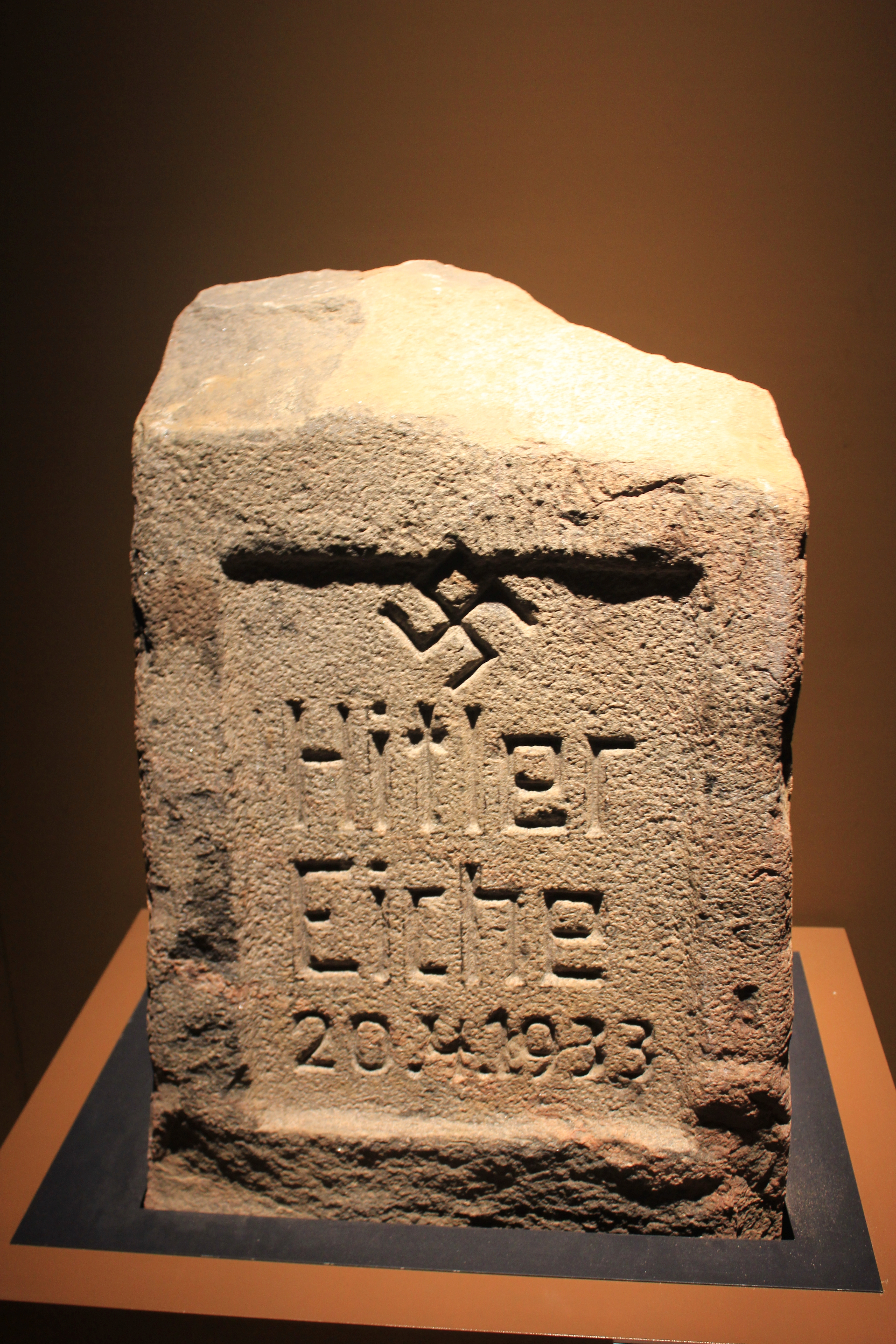
Głaz z Krępy Kaszubskiej upamiętniający urodziny Hitlera

Muzeum II Wojny Światowej w Gdańsku (MIIWŚ) – państwowa instytucja kultury powołana w 2008. 
Muzeum zostało otwarte 23 marca 2017. Jest nadzorowane przez Ministerstwo Kultury i Dziedzictwa Narodowego.

## Cele i działalność
Celem Muzeum II Wojny Światowej jest upowszechnianie wiedzy o II wojnie światowej, prezentowanie polskiej perspektywy na ten konflikt oraz kultywowanie pamięci o ofiarach totalitarnych systemów i bohaterach walk o wolność wielu narodowości. W ramach prowadzonej przez placówkę działalności wystawienniczej, naukowej, edukacyjnej Polska jest przedstawiana jako państwo będące „strażnikiem pamięci” Europy i świata o latach 1939–1945, znające i honorujące wartość wolności i postaw obywatelskich.

## Historia muzeum
Muzeum zostało powołane 1 września 2008 zarządzeniem Ministra Kultury i Dziedzictwa Narodowego pod nazwą Muzeum Westerplatte w Gdańsku. W tym samym dniu premier Donald Tusk powołał pełnomocnika do spraw Muzeum II Wojny Światowej w osobie prof. dra hab. Pawła Machcewicza. W skład zespołu pełnomocnika ds. muzeum weszli także dr hab. Piotr M. Majewski – historyk z Uniwersytetu Warszawskiego i dr Janusz Marszalec, który w latach 2000–2007 pełnił funkcję naczelnika Oddziałowego Biura Edukacji Publicznej Instytutu Pamięci Narodowej w Gdańsku. Celem zespołu było m.in. wypracowanie koncepcji programowej Muzeum II Wojny Światowej. Koncepcja została zaprezentowana na forum publicznym 6 października 2008 roku w Kancelarii Prezesa Rady Ministrów w Warszawie podczas dyskusji z udziałem historyków i muzealników. Tekst koncepcji oraz zapis dyskusji zostały ogłoszone drukiem, są także dostępne bezpośrednio na stronie internetowej Muzeum. Przy opracowaniu koncepcji i treści wystaw współpracowali znawcy historii II wojny światowej i totalitaryzmów, m.in. Norman Davies, Timothy Snyder, Tomasz Szarota, Włodzimierz Borodziej i Jerzy Wojciech Borejsza.
26 listopada 2008 minister kultury i dziedzictwa narodowego Bogdan Zdrojewski przemianował państwową instytucję kultury Muzeum Westerplatte na Muzeum II Wojny Światowej w Gdańsku. Jednocześnie określił zakres zadań placówki, stwierdzając, że „przedmiotem działalności muzeum jest gromadzenie zbiorów dotyczących historii II wojny światowej, ich ochrona oraz udostępnianie poprzez prowadzenie w szczególności działalności wystawienniczej, popularyzatorskiej, edukacyjnej i wydawniczej”.
15 kwietnia 2016 minister kultury i dziedzictwa narodowego Piotr Gliński poinformował o planowanym połączeniu Muzeum II Wojny Światowej z Muzeum Westerplatte i Wojny 1939 (w organizacji), utworzonym w 2015. Do decyzji Glińskiego przyczyniły się zamówione przez ministerstwo nieprzychylne recenzje Wystawy Głównej muzeum autorstwa Jana Żaryna, Piotra Semki oraz Piotra Niwińskiego.
Pod koniec roku 2016 Wojewódzki Sąd Administracyjny w Gdańsku zakwestionował decyzję ministra kultury o połączeniu placówek i nakazał wstrzymanie prac nad ich połączeniem do czasu rozpoznania sprawy. Decyzja sądu została uznana przez Ministerstwo Kultury za nieprawomocną. W styczniu 2017 roku Naczelny Sąd Administracyjny uchylił postanowienie WSA.
30 stycznia 2017 Wojewódzki Sąd Administracyjny w Warszawie wstrzymał połączenie muzeów do czasu prawomocnego rozpoznania zażalenia złożonego przez dyrekcję muzeum i Rzecznika Praw Obywatelskich. 23 marca muzeum zostało udostępnione dla zwiedzających. 5 kwietnia Naczelny Sąd Administracyjny ostatecznie oddalił wniosek o wstrzymanie wykonania zarządzenia Ministra Kultury i Dziedzictwa Narodowego. 6 kwietnia na p.o. dyrektora połączonych placówek został mianowany dr Karol Nawrocki.
17 września 2019 przed muzeum odsłonięto pomnik Witolda Pileckiego, przedstawiający rotmistrza w mundurze i z czapką obozową w dłoni. Autorem postumentu, którego odlanie i ustawienie kosztowało 400 tys. zł, jest Maciej Jagodziński-Jagennmerr.

## Kierownictwo
Dyrektorzy:
- Paweł Machcewicz (od 28 listopada 2008 do 6 kwietnia 2017)
- Karol Nawrocki (od 19 października 2017 do 23 lipca 2021; od 6 kwietnia 2017 jako p.o.)
- Grzegorz Berendt (od 21 lipca 2022 do 31 marca 2024; od 23 lipca 2021 jako p.o.)
- Rafał Wnuk (od 1 kwietnia 2025; od 1 kwietnia 2024 jako p.o.)[18][19]

Wicedyrektorzy / zastępcy dyrektora:
- Piotr M. Majewski (od 1 czerwca 2009 do 6 kwietnia 2017)
- Tomasz Gliniecki (od 1 czerwca 2017[20] do ?)
- Przemysław Kowalczuk (od 1 czerwca 2017 do ?)
- Julia Olechno (od 2017 do ?)
- Grzegorz Berendt (od 4 maja 2017 do 21 lipca 2022)
- Tomasz Szturo (od 2018 do ?)
- Waldemar Szulc (od 2020 do listopada 2023)
- Marek Szymaniak (od 1 października 2021 do 13 listopada 2023)[21]
- Janusz Marszalec (od 1 grudnia 2008 do 6 kwietnia 2017 i od 2 kwietnia 2024)[22]
- Ewa Lidzbarska-Kreft (od 2 kwietnia 2024)
- Mateusz Jasik (od 2024)

## Struktura
W ramach muzeum funkcjonują następujące działy: Zbiorów i Digitalizacji, Komunikacji i Promocji,  Biblioteka i Mediateka, Zamówień Publicznych, Wydarzeń Kulturalnych, Personalny, Zabezpieczenia i Eksploatacji, Archeologii, Oddział Muzeum Westerplatte, Konserwacji, Wystaw, Wydawniczy, Edukacji, Naukowy, Marketingu i Sprzedaży, Inwestycji, Administracji, Kino Muzeum, Programów i Współpracy, Biuro Dyrektora.

## Siedziba muzeum
Od początku lutego 2009 siedziba Muzeum II Wojny Światowej mieściła się w ciągu kamienic przy ul. Długiej 81/83 w Gdańsku. Siedziba ta miała mieć charakter tymczasowy i pełnić swoją funkcję do 2014, kiedy to planowane było oddanie do użytku nowoczesnego budynku muzealnego, zbudowanego przy ul. Wałowej, na terenie historycznej Wiadrowni oraz byłej pętli autobusowej, u zbiegu Kanału Raduni i Motławy, w pobliżu historycznego budynku Poczty Polskiej w Wolnym Mieście Gdańsku – jednego z miejsc, gdzie rozpoczęła się II wojna światowa.
W 2009 w wyniku konkursu stworzono wizualizację wystawy głównej, zgodną z założeniami teoretycznymi koncepcji programowej. Nagroda główna w konkursie wyniosła 50 tys. euro, przy czym ogólna pula nagród wyniosła łącznie 100 tys. euro. Następnym etapem tworzenia Muzeum II Wojny Światowej było przeprowadzenie międzynarodowego konkursu architektonicznego na budynek muzealny przy ul. Wałowej, dostosowany funkcjonalnie do potrzeb ekspozycji głównej, wystaw czasowych oraz funkcji edukacyjnych i archiwalnych muzeum. Projekt budynku został wybrany w 2010, a pierwszą nagrodę w konkursie zdobył projekt studia architektonicznego „Kwadrat” z Gdyni. Budynek muzeum zajmuje powierzchnię około 23 tys. m kw., a wystawa główna – jedna z największych wystaw prezentowanych przez muzea historyczne na świecie – około 5 tys. m².
Na terenie przeznaczonym dla muzeum przeprowadzone zostały prace archeologiczne na powierzchni 1,7 ha.
Muzeum II Wojny Światowej było budowane w głębokim na kilkanaście metrów suchym wykopie (tzw. wannie), którego realizacja przez firmę Soletanche Polska po 2 latach prac zakończyła się z opóźnieniem w końcu sierpnia 2014 i pochłonęła 95 mln zł (kolejnymi terminami zakończenia prac były: przełom kwietnia i maja 2013, luty 2014 i maj 2014). Samo Muzeum II Wojny Światowej budowało konsorcjum firm Warbud i Hochtief za 249,9 mln zł. Wszystkie środki na ten cel pochodzą z Ministerstwa Kultury.
W kwietniu 2015 Rada Ministrów postanowiła o kolejnym przesunięciu terminu zakończenia budowy na 2016 oraz o zwiększeniu środków na tę budowę do 448,9 mln zł. Prace budowlane miały się zakończyć latem 2016 roku. Z częściowo przeszklonej wieży nowej placówki o wysokości 40,51 m można podziwiać panoramę Gdańska. Jedna ze ścian wieży jest nachylona pod kątem 56 stopni względem ziemi.
Budynek otwarto w marcu 2017. Od 23 marca do 27 grudnia 2017 muzeum odwiedziło 413 812 osób. 24 listopada 2018 całkowita liczba zwiedzających przekroczyła milion osób.

## Rada muzeum

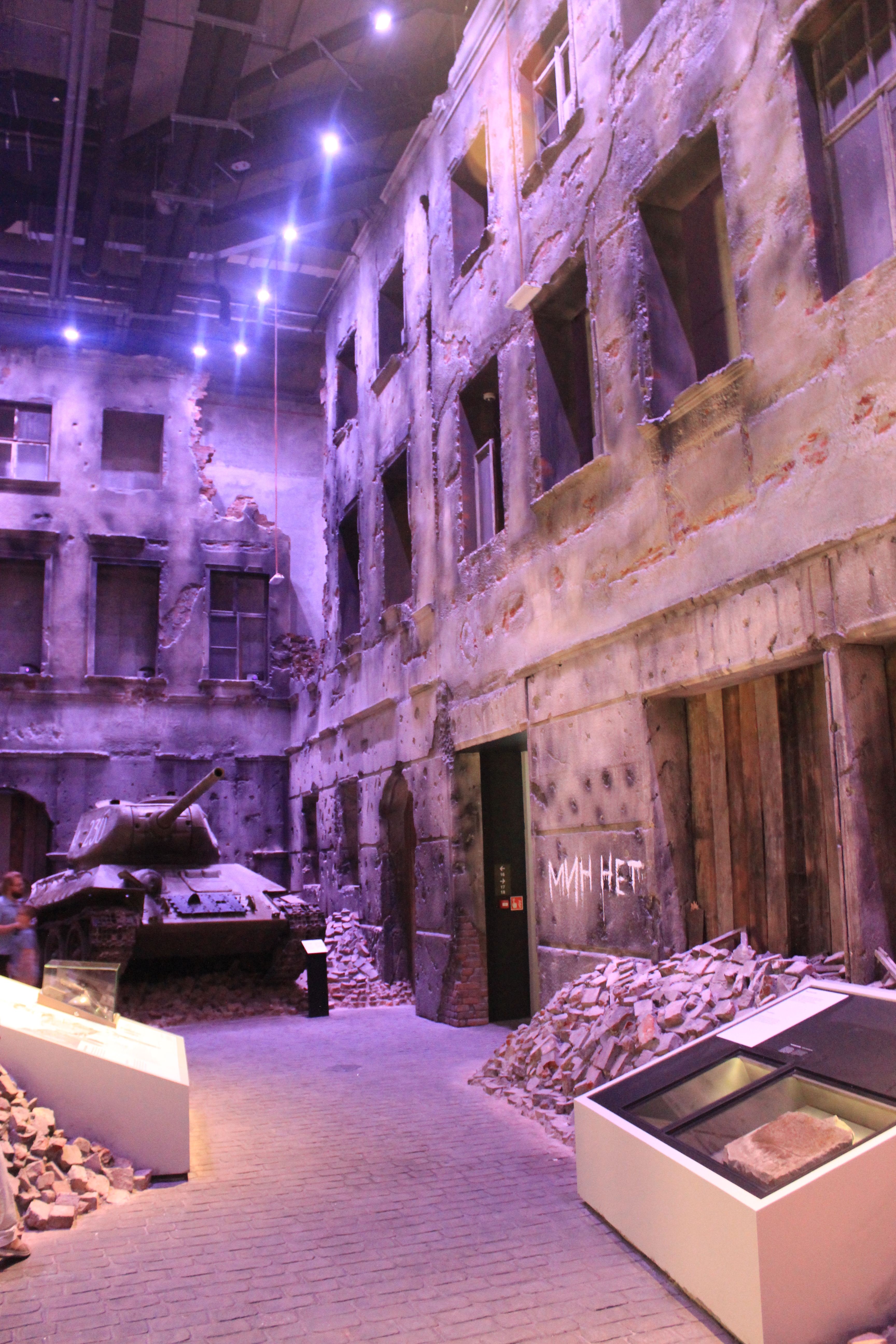
Fragment wystawy głównej

Przy Muzeum II Wojny Światowej – przed połączeniem – działała Rada Muzeum, która „sprawowała nadzór nad wypełnianiem przez muzeum jego powinności wobec zbiorów i społeczeństwa”. Jej członków powoływał i odwoływał Minister Kultury i Dziedzictwa Narodowego. Inauguracyjne posiedzenie Rady Muzeum II Wojny Światowej odbyło się 30 kwietnia 2009 w budynku Ministerstwa Kultury i Dziedzictwa Narodowego w Warszawie.
Członkami Rady Muzeum II Wojny Światowej I kadencji (2009–2013) zostali:
- Andrzej Przewoźnik – historyk, sekretarz generalny Rady Ochrony Pamięci Walk i Męczeństwa – jako przewodniczący Rady Muzeum II Wojny Światowej,
- Czesław Cywiński – prezes Zarządu Głównego Światowego Związku Żołnierzy AK,
- dr Piotr Cywiński – dyrektor Państwowego Muzeum Auschwitz-Birkenau,
- dr hab. Bogdan Chrzanowski – prof. Uniwersytetu Gdańskiego, pracownik naukowy Państwowego Muzeum Stutthof w Sztutowie,
- dr Jarosław Krawczyk – redaktor naczelny Magazynu Historycznego „Mówią Wieki”,
- prof. dr hab. Krzysztof Mikulski – prezes Polskiego Towarzystwa Historycznego,
- prof. dr hab. Zdzisław Najder – historyk literatury, opozycjonista w czasach PRL, były dyrektor Rozgłośni Polskiej Radia Wolna Europa,
- Jacek Taylor – adwokat, obrońca w procesach politycznych,
- Dorota Zawacka-Wakarecy – Prezes Fundacji „Archiwum i Muzeum Pomorskie Armii Krajowej oraz Wojskowej Służby Polek” w Toruniu.

Czesław Cywiński i Andrzej Przewoźnik zginęli tragicznie 10 kwietnia 2010 w katastrofie samolotu pod Smoleńskiem jako członkowie oficjalnej delegacji władz Rzeczypospolitej Polskiej, która udawała się na obchody upamiętniające 70. rocznicę Zbrodni Katyńskiej. W ich miejsce do Rady w listopadzie 2010 r. powołani zostali:
- prof. Jack Lohman – historyk sztuki, architekt, dyrektor Museum of London,
- ppłk Tadeusz Filipkowski – filolog polski, publicysta, były żołnierz AK.

8 grudnia 2010 na Przewodniczącego Rady Muzeum w miejsce Andrzeja Przewoźnika wybrany został Bogdan Chrzanowski.
W 2012 w miejsce owej pierwszej Rady powołana została Rada Powiernicza Muzeum, której pierwsze posiedzenie odbyło się 24 maja 2012. W skład rady na pięcioletnią kadencję (2012–2017) zostali powołani:
- Bogdan Chrzanowski – przewodniczący (ponownie),
- członkowie powołani ponownie: Piotr Cywiński, Tadeusz Filipkowski, Jarosław Krawczyk, Jack Lohman, Krzysztof Mikulski, Zdzisław Najder, Jacek Taylor, Dorota Zawacka-Wakarecy,
- nowi członkowie: Grzegorz Fortuna – główny doradca Prezesa Rady Ministrów[35] oraz Jacek Miler.

Po połączeniu obu placówek w 2017, 7 lutego 2018 wicepremier oraz minister kultury i dziedzictwa narodowego Piotr Gliński powołał pierwszą kadencję Rady (2018–2022) nowo powstałej instytucji:
- prof. dr hab. Tadeusz Wolsza – Przewodniczący
- prof. nadzw. dr hab. Jacek Friedrich – Zastępca Przewodniczącego
- prof. Jerzy Grzywacz
- prof. dr hab. Mirosław Golon
- prof. nadzw. dr hab. Sławomir Cenckiewicz
- prof. dr Marek Chodakiewicz
- prof. nadzw. dr hab. Małgorzata Gmurczyk-Wrońska
- dr Ewa Kowalska
- dr Karol Nawrocki
- prof. nadzw. dr hab. Bogdan Musiał
- prof. nadzw. dr hab. Piotr Majewski
- prof. nadzw. dr hab. Piotr Niwiński
- Piotr Semka
- prof. nadzw. dr hab. Zbigniew Wawer
- ks. dr Jarosław Wąsowicz
- prof. dr hab. Jan Żaryn
- Maciej Buczkowski

Rada Muzeum w latach 2022–2024:
- prof. dr hab. Tadeusz Wolsza – Przewodniczący
- dr hab. Jacek Friedrich – Zastępca Przewodniczącego
- Maciej Buczkowski
- dr hab. Sławomir Cenckiewicz
- prof. nadzw. dr hab. Piotr Majewski
- dr hab. inż. Witold Mędykowski
- dr Karol Nawrocki
- dr hab. Piotr Niwiński
- dr Violetta Rezler-Wasielewska
- dr Jarosław Sellin
- Piotr Semka
- Albert Stankowski
- dr hab. Przemysław Różański
- ks. dr Jarosław Wąsowicz

Rada Muzeum powołana w lipcu 2024:
- Maciej Buczkowski
- prof. dr hab. Grzegorz Motyka
- prof. dr hab. Cezary Obracht-Prondzyński
- dr hab. Waldemar Ossowski
- dr Piotr Cywiński
- Magdalena Krzyżanowska-Mierzewska
- prof. dr hab. Barbara Engelking
- dr Violetta Rezler-Wasielewska
- prof. dr hab. Paweł Machcewicz
- dr hab. Ewa Manikowska
- dr hab. Piotr M. Majewski
- dr hab. Joanna Wawrzyniak
- dr Marek Radziwon
- Jacek Taylor

## Młodzieżowa Rada
Młodzieżowa Rada Muzeum II Wojny Światowej w Gdańsku przede wszystkim pełni funkcję doradczą, dzięki niej młodzi ludzie mają wpływ na kształt i rozwój muzeum. Rada składa się z 14 radnych – 7 osób wybranych spośród uczniów i wolontariuszy współpracujących z Muzeum oraz 7 osób wyłonionych w drodze konkursu. Radni mają możliwość aktywnego uczestniczenia w wydarzeniach organizowanych przez Muzeum oraz zgłaszania wniosków i opinii dotyczących bieżącej działalności instytucji.
20 października 2020 odbyło się inauguracyjne posiedzenie Młodzieżowej Rady Muzeum II Wojny Światowej. Jej przewodniczącym w kadencji 2020–2024 był Mikołaj Sobański-Jóźwiak. W kadencji 2024–2027 przewodniczącą jest Joanna Raro.

## Odbiór wystawy głównej
Gdy Wystawa Główna Muzeum II Wojny Światowej została ukończona, stała się przedmiotem zróżnicowanych ocen ze strony różnorodnych środowisk. Anna Dobrowolska na łamach magazynu „Kontakt” pochwaliła rozwagę kuratorów w doborze narracji na temat II wojny światowej oraz położenie akcentu na szczególne cierpienie Polaków w trakcie konfliktu. Publicysta Waldemar Kumór z „Newsweeka” stwierdził, że „w nowoczesny i wciągający sposób kuratorzy wystawy opowiedzieli o wojnie – na świecie, a nie tylko w Polsce”. Według amerykańskiego historyka Timothy’ego Snydera „narracja wystawy w Gdańsku zupełnie zmienia sposób postrzegania wojny”.
Pojawiły się również nieprzychylne opinie na temat Wystawy Głównej. Konserwatywny historyk Jan Żaryn, jakkolwiek twierdził, że „jest w niej na tyle dużo dobrych rozwiązań, że można śmiało zachęcić do jej obejrzenia”, skrytykował wystawę za sugestię, iż katolicy powszechnie kolaborowali z nazistowskimi Niemcami. Dla odmiany z pozycji lewicowych Kornelia Sobczak poddała Wystawę Główną krytyce ze względu na chaos inscenizacyjny, niedostateczne skupienie się kuratorów na życiu codziennym ludności cywilnej, pobieżne zilustrowanie przyczyn prowadzących do wybuchu wojny oraz symetryzm w zrównaniu totalitaryzmów radzieckiego i nazistowskiego. Sobczak wyraziła również niepokój wobec drastycznych zmian zachodzących w treści ekspozycji od końca 2017 roku.
Jedna z kontrowersji wokół muzeum dotyczyła umieszczenia na wystawie stałej czołgu Sherman Firefly, który po remoncie w Poznaniu był zdolny do poruszania się o własnych siłach (choć na nieoryginalnej jednostce napędowej). Obecnie pojazd znajduje się w podziemiach muzeum, bez możliwości wzięcia udziału w pokazach dynamicznych (został z niego wymontowany silnik). Władze muzeum zapewniają jednak, że w przyszłości gmach placówki zostanie przebudowany tak, aby umożliwić wyprowadzenie czołgu na zewnątrz.
W nocy z 24 na 25 czerwca 2024 usunięto z wystawy w muzeum materiały dotyczące bohaterów II wojny światowej: rotmistrza Witolda Pileckiego, rodziny Ulmów oraz św. Maksymiliana Marii Kolbe. Ruch ten wywołał niezadowolenie w niektórych kręgach oraz dyskusję w mediach. Ostatecznie muzeum zapowiedziało włączenie do wystawy stałej Maksymiliana Kolbe i rodziny Ulmów, jednocześnie zapewniając, że „nie powieli nieścisłości i błędów, które widniały na usuniętych ekspozycjach”. Placówka zdementowała również doniesienia o usunięciu z wystawy fragmentu ekspozycji dotyczącego Witolda Pileckiego. Jak sprecyzował w wywiadzie dla portalu Interia p.o. dyrektora muzeum Rafał Wnuk, Pilecki „zawsze był, jest i w dalszym ciągu będzie, tyle że w innym miejscu, niż go ustawił [poprzedni] dyrektor [Karol] Nawrocki. Pilecki na oryginalnej ekspozycji był, ale nie pokazany jako piękny przedwojenny oficer, tylko jako autor raportu Pileckiego w pasiaku obozowym. Mamy też dużą zewnętrzną wystawę na temat Pileckiego, którą każdy może obejrzeć. Przed muzeum stoi pomnik Pileckiego i oczywiście zawsze będzie”.

## Wystawy czasowe
Muzeum dysponuje nowoczesną salą wystaw czasowych o powierzchni 1000 m². Od momentu otwarcia w 2017 roku zaprezentowano na niej takie wystawy jak:
- „Westerplatte w 7 odsłonach”[54]
- „Wojsko Polskie w obiektywie Henryka Poddębskiego”[55]
- „Adwokaci w służbie Ojczyźnie”[56]
- „Milion zza oceanu. Amerykanie polskiego pochodzenia w Armii USA w czasie drugiej wojny światowej”[57][58]
- „Dziedzictwo utracone”[59] – ekspozycja stworzona w oparciu o model slow muzeum
- „Walka i cierpienie. Obywatele polscy podczas II wojny światowej”[60]